# Georg Ernst Ludwig Hampe
Georg Ernst Ludwig Hampe, född 5 juli 1795 i Fürstenberg, Holzminden, död 23 november 1880 i Helmstedt, var en tysk mykolog, apotekare och botaniker.
År 1825, Hampe började arbeta som chef av en lokal apotek  i Blankenburg am Harz, där jag kvar som chef till 1864. Under denna period, Hampe specialiserad i studiet av mossor.
År 1870 Hampe fick han en hedersdoktor genom Göttingens universitet.
Hampe hade en stor samling av växter från hela världen, inklusive USA, Mexiko, Puerto Rico, Colombia, Ecuador, Peru, Brasilien, Sydafrika, Madagaskar, Sri Lanka, Borneo, Australien och Nya Zeeland.